# Acisclo

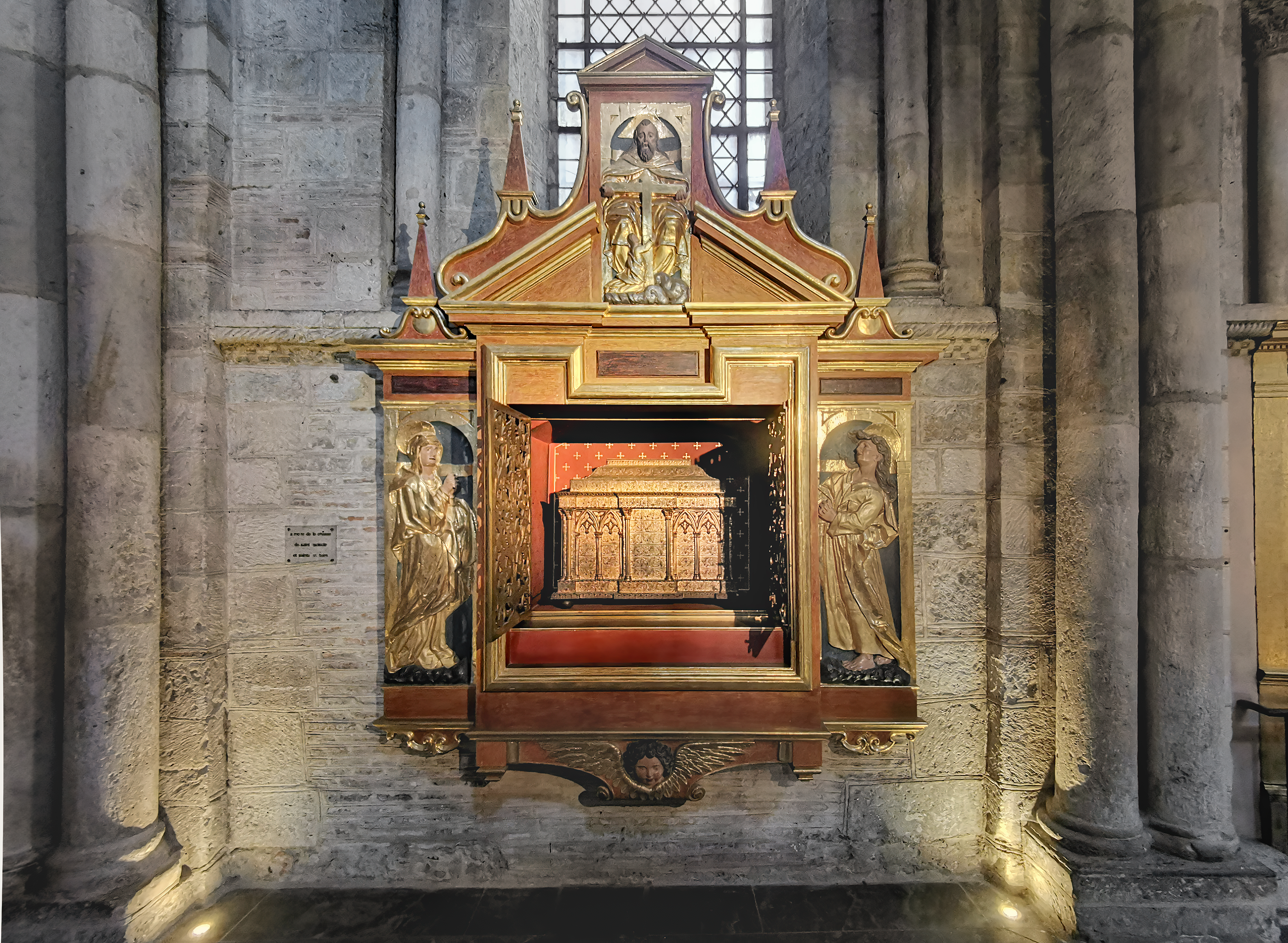
Relicário de Vitória e Acisclo de Córdoba na Basílica de São Saturnino (Tolosa)

Acisclo (em latim: Acisclus) ou Ocíselo (em latim: Ocysellus) foi um cristão romano do final do século III e começo do IV de Córdova, na Hispânia, que, na Perseguição de Diocleciano, sofreu o martírio juntamente com sua irmã Vitória.

## Biografia
A história de Acisclo e Vitória consta no Memorial dos Santos do século IX do também mártir Eulógio de Córdova. Há dúvidas sobre a veracidade histórica da existência de Vitória, mas ambos são venerados nos ritos litúrgicos moçárabes e sua veneração espalha-se por toda a Espanha e França. Seu culto ocorre desde pelo meno o século VI como atestável numa inscrição hispânica deste período referente a relíquias. Segundo a narrativa de Eunápio, Acisclo e Vitória, nativos e residentes de Córdova, foram denunciados como cristãos ao prefeito Dião, descrito como "iníquo perseguidor de cristãos", que tratou de prendê-los. A principal acusação para prendê-los era de que Acisclo alegadamente teria dito que os deuses romanos eram "nada mais que pedras, não melhores que aqueles que as cultuavam".
Visando puni-los, Dião ordenou que fossem queimados numa fornalha, mas seu plano fracassou, pois alegadamente entoaram músicas de júbilo do interior da fornalha. Em seguida, prendeu-os em pedras e lançou-os no rio Guadalquivir, porém novamente fracassou, com ambos sendo encontrados flutuando ilesos na superfície. Por fim, Dião suspendeu-os sobre o fogo, mas o fogo saiu de perto deles e matou centenas de pagãos. Após tais eventos, eles, sentindo já terem demonstrado suficientemente que permaneceriam resolutamente cristãos, bem como o poder exercido por seu Deus, entregaram-se a seus pretensos carrascos, que executaram-os no anfiteatro: ele foi decapitado, enquanto ela foi morta a flechadas. Seus corpos foram sepultados pela dama Minciana em sua propriedade fora dos muros da cidade. O local posteriormente tornar-se-ia igreja e muitos mártires da perseguição árabe foram enterrados ali. A Basílica de São Saturnino de Tolosa, na França, reclama algumas das relíquias de Acisclo e Vitória.